# Parectopa albicostella
Parectopa albicostella là một loài bướm đêm thuộc họ Gracillariidae. Nó được tìm thấy ở Canada (Québec) và Hoa Kỳ (Utah, Maine and Vermont). Nó được miêu tả bởi A.F. Braun năm 1925.
Ấu trùng ăn các loài Melilotus và Vicia. Chúng ăn lá nơi chúng làm tổ. 